# هارتموت کونشال
هارتموت کونشال (انگلیسی: Hartmut Konschal؛ زادهٔ ۲ آوریل ۱۹۵۳) بازیکن فوتبال اهل آلمان است.
از باشگاه‌هایی که در آن بازی کرده‌است می‌توان به باشگاه فوتبال آینتراخت برانشوایگ، باشگاه ورزشی وردر برمن، و باشگاه فوتبال فرایبورگر اشاره کرد.